# 台灣黑幫
臺灣黑幫，亦可稱為臺灣黑道、臺灣黑社會、臺灣幫派，是指在臺灣從事非法活動的祕密組織。在現代臺灣社會上，對其之定義等同於中華民國政府公布的《組織犯罪防制條例》中所定義的犯罪組織，即「本條例所稱犯罪組織，指三人以上，以實施強暴、脅迫、詐術、恐嚇為手段或最重本刑逾五年有期徒刑之刑之罪，所組成具有持續性或牟利性之有結構性組織。前項有結構性組織，指非為立即實施犯罪而隨意組成，不以具有名稱、規約、儀式、固定處所、成員持續參與或分工明確為必要。」目前，混跡於臺灣社會上的大型幫派主要有三：一是成立於1954年5月的四海幫。二是成立於1957年的竹聯幫。三是成立於1986年10月的天道盟。

## 歷史

### 明清時期：械鬥活動
遠在17世紀初期，臺灣明鄭時期就可能有天地會成員在臺灣活動的蹤跡。根據史料記載，目前公認的台灣第一個秘密團體是建立於1726年（雍正四年）的“父母會”，而在清代末期，古老秘密組織天地會分子也實際在臺灣活動。在18世紀中到19世紀末（臺灣清治時期）發生的分類械鬥，逐漸劃分出各地區域的在地勢力，此時地方官府勢力不彰，全台各地門閥士紳的勢力強盛，往往是械鬥的發起人。

### 日治時期：浪人角頭
19世紀末，臺灣進入日本統治時期後，大多數秘密組織幫派勢力為之解散，僅有少量幫派勢力留下來；而其中也有一些角頭勢力因新的市街或商業型態聚落形成而發展起來。直到中國國民黨政權入臺後以各種形式繼續生存至今，如台北市中山區「牛埔幫」、中正區「華山幫」、萬華區艋舺「芳明館」、「河溝頭」、「堀江町」、大同區大稻埕「四崁仔」、「下厝庄」、「大龍峒」、「豬屠口」等等，這些地區從日治時期就已經存在著角頭團體。

### 戰後時期：外省掛萌發而本省掛的政商人脈勢力
1950年代，隨著國民政府退守台灣的幫會分子（如洪門與青幫）迅速找到了新的生存形式，二戰結束後外省幫派等勢力興起也改變了台灣黑社會的生態。這些外省子弟為求生存、及對抗強勢的本省人勢力，他們聯合外省子弟們形成一個團體，並承襲古老幫會洪門與青幫的組織概念，及軍事家庭背景的管理模式，創立擁有組織架構的幫會，為當時中華民國政府吸收利用處理檯面上無法處置的問題，外省幫派因而迅速壯大；但沒有地緣或宗親關係因而沒有地方性的號召力，地方組織力不如本省掛。國民黨政府在「催臺青政策」（催生本省青年上臺）政策執行多年後，逐漸轉而扶植本省掛。本省掛因經營地方有成，多投入縣市參選或變成地方仕紳（地方派系）並間接提升台灣幫派素質，並成為主流，外省掛多位大老也成曾試圖參選，尋求保護傘，但因實力不夠多以落選收場，落選後還是多以「公司」或「社團」等幫派名義半公開活動。

## 活動

### 黃賭毒
早期的黑幫成員多以經營特種行業，如酒店、色情、賭博，以及充當傭兵進行保鑣、地方圍事、調解糾紛等活動為主要資金來源。近年來許多幫派更企業化，以企業名義招收員工當小弟經營幫派的理念來運作，在台灣，著名的四海幫，可說是此一概念的先驅。

### 地下融資
絕大部份的台灣黑幫經營台灣各種地下融資，如融資六合彩賭博、互助會、股票融資、身份證融資、偽造信用卡、借錢買官、網路賭博等。

### 大專生成員
大多以吸收原先家庭與黑幫有染的成員，絕大部份擁有大專及碩士以上學歷，大專生以身為黑幫智庫為榮，並以刺青圖樣分類堂口，許多人士以臺灣男子必服的義務役習慣稱號，互稱學長、學弟，包含網路打手，網路堂口等。尤其外省掛，早期皆出身校園幫派組織，所以更有系統進入校園，以老鼠會直銷模式吸收學生入幫；雖然號稱數萬幫眾，不過幾乎六、七成以上都只是「玩票」、「跑龍套」、「走路工」性質的學生或中輟生。

### 一清前後
在一清專案後，中華民國政府嚴厲打擊幫派，許多成員失去目標與活動資金來源，尤其以外省掛特為嚴重，因為外省掛通常沒有自己的地盤，經濟有限，導致少數的老一輩或中新生代漸漸墮落接觸販賣毒品、而本省掛則走私槍械等高風險高回報犯罪例如許金德，天道盟美鷹會中部海線角頭，導致省社會狀況惡化。尤其在1987年中華民國政府宣佈解除臺灣省戒嚴令後，導致走私管道更加簡易，使得走私毒品與走私軍火武器邁向另一個高峰。在中華民國陸軍一級上將出身的中華民國行政院院長郝柏村上任之後，更曾經下令要求時任臺灣警備總司令部總司令周仲南二級上將直接動用中華民國國軍部隊來掃黑，稱為「迅雷專案」。

### 轉入政壇
也因解嚴後開放人民有選舉參政權，許多本省掛黑道分子介入政治活動，在政治面又捲起一股派系鬥爭的角力，許多黑幫領袖也藉由選上民意代表以利獲得更多的地方資源。更有許多黑白兩道合作結合成更大的團體勢力，以便進行工程綁標，搓圓仔湯、賺取營利回扣、介入政治、金融等體系，造成台灣政壇嚴重的「黑金」現象。如有黑道議長之稱的屏東縣議會前議長鄭太吉等。

### 統派分子
以張安樂為首的中華統一促進黨的外省掛黑幫分子居多，自詡為推動中國統一，實際上運用黑道手法，壓制臺獨甚至華獨分子，恐嚇對立人士，而整體戰術運用就是「糖飴與鞭」，以中共背景的資金助益的「糖飴」為主，暴力威嚇的「鞭子」為輔，交相運用；除吸收非法幫派組織之外，對於臺灣民間信仰的宮廟，社團法人化的洪門與青幫各山頭等秘密社團亦是吸收重點；統觀這一切似乎符合中共歷來一貫手法「點穴戰」（對有影響力的人事物開始著手）以及「以不變應萬變」，逐漸形成地方基層包圍中央之手段，大部分的8+9則是比態支持，許多8+9容易被這派吸收，尤其是廟會活動的陣頭成員更是容易接觸統派分子。近年來，逐步有系統針對「宮廟團體」「宗親團體」「村里長及民代等基層的聯誼會」作為滲透吸收的重點。

### 列管狀況
依據2004年6月，內政部警政署「不良幫派組合調查處理實施要點」，在各直轄市、縣（市）警察局共執行列管有665個不良幫派組合組織、成員計6461人。各主要幫派人數及比例如下圖：
列管的不良幫派組合中以竹聯幫1171人（68個堂口組織）、約佔18%最多；其後依序為四海幫726人（46個堂口組織）、約佔11%；天道盟632人（36個分會組織）、約佔10%；松聯幫108人（7個堂口組織）、約佔2%；北聯幫102人（6個堂口組織）、約佔2%；其他的不良幫派組合人數則均在百人以下；竹聯幫、四海幫、天道盟三個幫派，佔所有列管人數的近四成，其餘六成多以無名目的角頭組織居多。
另以分佈地區而言，臺北市2119人最多，其次為台北縣（新北市）736人、桃園縣（桃園市）639人、基隆市418人、臺中市338人、彰化縣288人、新竹市210人、高雄市412人，其餘各縣市列管人數多在200人以下，集中於北部及都會地區的現象明顯。此外，因幫派活動原本即具有極高之隱密性，不良幫派組合成員之列管，有一定要件與程序，故實際參與幫派活動者應超過上述人數，由此來看，還是多以無名目的縱貫線角頭勢力居多。

## 犯罪團體種類
在台灣，政府也將犯罪團體歸為三大類型。

### 組織犯罪型
這些團體比起其他兩類團體，具有規模較大、分工較完善的組織，從前成員多數是外省籍。在台灣具有規模勢力的幫派如：竹聯幫、四海幫、松聯幫、北聯幫、飛鷹幫等等，而天道盟和縱貫線角頭則是本地籍的代表。儘管這些幫派成員擁有上百、上千更甚上萬人，即使這些幫派在台灣與海外有許多分部，但通常他們沒有自己的地盤。

### 角頭型
角頭有非常強烈的地域性，先經過紛爭、調解、結盟後、地盤劃分清楚，勢力範圍，誰也不犯誰，有秩序倫理，由於沒有任何以暴力組織為名目但有區域範圍並共禦外敵上的共識，所以不容易被警方掃蕩，主要經營地方人脈勢力以地方利益分配，主導地方派系和各大幫派勢力，不加入幫派但以勢力控制幫派，具規模的角頭勢力的黑白兩道合作關係人，可能多高達百人甚至千人。隨社會型態改變，角頭團體內分工逐漸細膩，愈是都會區域的愈是明顯，但組織仍舊單純，領導人稱之為「老大」、「大仔」或「董仔」，通常能結合地方政治或公共團體勢力以獲得在地支持。
現代對於角頭的定義實際上是對地方勢力團體的稱呼，組織單純但人員關係複雜，通常不以幫派名義活動。部分有基礎勢力的角頭，以個人圓滑行事作風，能為地方不公平的事出頭抗爭，甚至逞凶鬥狠，但沒有欺壓善良，把不法所得捐給弱勢團體或公益團體有在為地方做善事，贏得不錯風評，開始有基本人脈等追隨者，等到有足夠的能力能影響地方選舉得票率之後，便開始有政治人物或地方勢力的吸收甚至靠攏，因為有在做善事也沒加入幫派所以沒有顯著的黑幫色彩，派系吸收之後比較不會造成外界不好的與論，也不容易遭不同勢力抓到把柄盯上，因為有地方派引導開路，迅速滲入地方各界，優秀的角頭善於地方事務協調，廣結善緣，以地方工程利益分配條件或當選之後各種公共行政單位的職位安插，以便凝聚地方黑白兩道勢力。

### 犯罪組合型
此類組合並非常態性組織，可能因共同犯罪意識或共謀利益而臨時組合成一犯罪團體；如幫派堂口、槍擊要犯集團、詐騙集團、強盜搶劫或飆車族等。

#### 地痞流氓
最常出現在廟會、陣頭、八家將這些活動場所出入經常現身，通常有毒品前科。
這些團體組織通常是一些魚肉鄉民的地痞流氓，或黑幫外圍組織，組織規模最小，大概只有2人至十幾人，卻以黑幫堂口名義，四處為非作歹，沒有地盤，所以只會敲詐勒索善良老百姓或白吃白喝，不講道理，欺善怕惡，一個人沒有膽量去欺負他人，只會以仗勢欺人方式專挑寡數行動群體下手或專找奉公守法講道理的善良人士下手，並以無理取鬧且又橫行霸道方式或恐嚇來威脅對方一定要服從自己。這種類型的行為舉止上也是最常被網路稱呼為現代流行語的8+9。

#### 槍擊要犯集團
這些團體大多具有刑事案件在身的通緝殺人犯，大都是本地人，組織嚴密且大多由地方政治派系或某黑道勢力接收，而這些人大多是道上俗稱的死犯，但背後都有藏鏡人操控資助，同流合汙，甚至有民意代表庇護。
近年如張錫銘集團背後成員或參予關係人更多達近百人，更有天道盟太陽會跟北中南部角頭的介入，是近年最大組織的槍擊亡命集團，結合角頭勢力四處犯罪甚至黑吃黑。例如前80年代十大槍擊要犯榜首「鬼見愁」林來福集團，組織龐大，涉及25條人命與50多起重大刑事案件。前後相繼也有「小馬哥」楊瑞和、「黑牛」黃鴻寓、「惡龍」陳新發、「惡龍」張錫銘等犯罪集團，而被他們綁票或恐嚇勒索的被害者除了企業家、富商名流外，也具有黑道背景或從事不法獲利者，甚至是過去的追隨者。

## 幫派名稱

### 地名類
台灣黑社會幫派歷史脈絡裡，早年並無組織概念，而是以地區鄉鎮、街道或是顯著標地物所聚合形成固定地盤的角頭勢力而成，因此不同於日本暴力團或美國黑手黨普遍以領導者姓氏來為所屬黑幫勢力所命名，台灣角頭及幫派勢力普遍以區域地名所稱呼，此類名稱也是台灣幫派名稱最多的一個分類。
以知名的「牛埔幫」角頭為例，台北市中山區中山北路一帶舊稱為牛埔，混跡於該地盤的黑幫份子皆稱呼為「牛埔仔」而聞名，該區域發展歷史悠久也因此勢力眾多，發展至今該區域的角頭聚合已經並非是出自於單一角頭系統，例如再以該地區的「鐵桶街」、「撫順街」、「雙城街」、「新厝」等地名細分為不同角頭名號，但因為這些角頭皆是位於牛埔地區，也因此皆被稱之為「牛埔仔」或警方所統稱「牛埔幫」，形成同一地區但同時擁有不同勢力的「角頭團體」。
還有老一輩知名的「豬屠口」台北市大同區大龍街，昌吉街，一帶早期都是往雲林四湖上來打拼的與當地豬屠口勢不兩立而產生許多鬥毆傷害事件而當地人被雲林人打退，日後二十多年就被豬屠口吳家佔領，而吳家也是當地赫赫有名的家族角頭幫派老大「吳瑞開簡稱猴開」負責外省掛「吳昆郎」與負責本省掛「吳二郎」，兩兄弟有外郎內郎之稱呼，「外郎負責外省掛，內郎負責本省掛」才能在當地縱橫二十多年，而如今幫派成員都已低調許多
然而地名類並不只侷限在本省的角頭團體，以具有組織性的外省黑幫竹聯幫為例，便是成立於現今新北市永和區竹林路，並取為「竹林路聯盟」而來。松聯幫取自松山區眷村「松基一村」及「婦聯四村」聚合、北聯幫取自北投區眷村「婦聯三村」聚合，上述這些知名的幫派皆是以當時成立的地名來為其幫派命名。
此類知名的角頭及幫派例如有：台北市萬華區「華西街」、「頭北厝」、「河溝頭」、「堀江町」、「會社尾」、「崁頂庄」、「加蚋仔」、中山區「頂厝庄」、「中仔」、大同區「下厝庄」、四崁仔、「豬屠口」、「大龍峒」、新店區「文山幫」、台中市「大湖仔」、「練武幫」、高雄市鹽埕區「七賢仔」、「沙仔地」、苓雅區「苓仔寮」等。

### 標地類
標地類與上述地名類相似，大多是來自該地區具有顯著代表性的建築物或標地物，該地區的黑幫份子便以這些標地物為地點所聚合，形成一個幫派或角頭勢力。例如西門町「萬國口」取自於萬國戲院聚合、艋舺「芳明館」取自於芳明館戲院聚合、高雄「西北幫」取自於西北戲院聚合等等，往往這些建築物經過拆卸之後，這些角頭名號也取代了原先的建物名稱延續至今。
此類知名的角頭及幫派例如有：台北萬華區「龍山寺口」、「祖師廟口」、中正區「華山車頭」、三重區「天台」、桃園「小南門」、新竹「天橋」、彰化「大道公」、「車頭」、嘉義「黃昏市場幫」、台南「東門」、「南門」等。

### 結義類
除了以地區名及標地物做為幫派勢力名稱以外，尚有以結義人數來做為幫派勢力名稱，例如活躍於桃園的「十三鐵衛」、早年台中的「十五神虎」、高雄的「十八斧頭」等角頭，都是以人數相互結義後所形成的角頭名號，這些成員可能起先並非發跡於固定地盤，或是成員是來自各地聚合並逐漸發展為角頭團體。
此類知名的角頭及幫派例如有：台北「十二生肖」、桃園「十三鐵衛」、新竹「十三神鷹」、「十六兄弟」、台中「九條龍」、「十三鷹」、[怪盜一枝梅]「十七軍刀」、彰化「十八兄弟」等。

### 詞意類
此類多為國共內戰撤守台灣後，由外省子弟所結成的幫派為較多數，早期這些幫派份子受到近代藝術及文學所影響，成員相互結盟或結義所形成的幫派團體。以知名的「四海幫」為例，便是出自《論語顏淵》「四海之內，皆兄弟也」一詞創立幫派名稱而來。同樣的，詞意也影響本省角頭使用在創立幫名上，例如「天道盟」便是以諺語「公道自在人心」一詞而來，並且修改為「天道自在人心、是非自有公論」為口號與各地角頭相互結盟。
此類知名的角頭及幫派例如有：「至尊盟」取自武林至尊、台中「小梅花幫」取自梅花、新竹「三光幫」取自日月星、「風飛沙」取自台灣俗語、台北「飛鷹幫」與桃園「血鷹幫」取自老鷹、台北「海盜幫」與台南「風速四十米派」取自電影等。

## 名詞和隱語

### 臺灣三大黑幫
臺灣三大黑幫，或稱為臺灣三大幫派，是依據1995年中華民國內政部警政署所編列的「警政工作概況」內文所提及，將「竹聯幫」、「四海幫」、「天道盟」等三個跨區域的大型幫派，依列管人數、勢力規模、犯罪活動等數據並列為臺灣三大黑幫，為政府官方認定的統稱，並在媒體報導的渲染下便廣為人知定調至今。後續在大眾媒體創作之下，又有依籍貫、城市、鄉鎮、地區街道等等所延伸相關的幾大幫派或幾大角頭等等的相關統稱族繁不及備載。

### 兄弟、大哥、大姐頭、老大、小弟
因黑幫內的成員間常會有稱兄道弟的行為，故黑幫成員（黑幫分子、黑社會分子、幫派分子）又被稱為「兄弟」；「大哥」則是指黑幫內的領袖人物。在黑幫成員的語境中，一般而言，「老大」的定義是等同於「大哥」，若黑幫領袖人物為女性則稱為「大姐頭」。至於「小弟」，則是指黑幫內地位較為下層，或是資歷極淺的成員、僕從，其意義與古代中國秘密社會中的嘍囉相似。

### 教父
「教父」，原是指天主教、正教及部分新教宗派在行洗禮時，為受洗者所設置的男性保證人和監護人。近代因為電影「教父」的影響，在近年臺灣和中國社會的使用上，其亦可指黑幫內深有影響力的領袖人物。

### 𨑨迌人
「𨑨迌人（tshit-thô-lâng）」，為臺語中的詞彙，指不務正業、遊戲人間的人。不過在近年臺灣漢語的使用上，其亦可指黑幫成員。由於一般人難以寫出「𨑨迌人」的正確用字，所以使用者通常會依其臺語發音轉寫成社會大眾認識的繁體中文字詞，如「七逃人」、「七逃郎」、「七桃人」、「七桃郎」、「七鞀郎」、「佚陶人」、「憩陶人」等。

### 甲級流氓
早年台灣警備總部依照「台灣省戒嚴時期取締流氓辦法」將取締列管的黑幫份子移送至外島管訓，在管訓隊中依照刑期制度分為甲級、乙級、丙級、丁級來分別代表刑期四年以上，三年、二年、一年等。並在後續的「動員戡亂時期檢肅流氓條例」中明確對於列冊登記的黑幫份子依犯罪情節登記為甲類、乙類、丙類以進行相對程度的追蹤及監控。然而在媒體報導的渲染下「甲級流氓」便成為惡性重大的流氓的代名詞。

### 八號分機
八號分機為台灣早期刑事警察局犯罪偵防管制中心通報系統，由於此分機編列在第八號，遂稱為「八號分機」。其功能是透過長途電話台，以有線或無線電波在傳達犯罪情報，以便採取防治措施，迅速遏阻犯罪及協調各警局間的調度情形，因此成為警方犯罪通報系統的專有名詞。透過八號分機所通報的犯罪者，多為犯下殺人、槍擊、擄人勒索等重大刑案，亦即被刑事警察局列為八號分機通緝要犯，便成為全台警察主要搜捕目標。然而在台灣黑社會之中，受到八號分機通報亦代表遭受到全國通緝的代名詞。現今這個系統已停用多年，已由警政署其他發布系統所取代。

### 十大槍擊要犯
曾經是針對台灣重大暴力犯罪份子的通緝名單，由前中華民國內政部警政署署長莊亨岱在職時所創。1984年至1990年間，中華民國警方會針對重大暴力犯罪份子定時公布在「重大槍擊要犯查緝專刊」並加以追緝，在這份專刊中名列前十名者俗稱為十大槍擊要犯，受到當時社會大眾的關注。當列榜罪犯遭到逮捕歸案時，警政署則會將其他重大罪犯更新遞補列入名單之中維持前十名通緝名單。現今這個措施已經廢止，並改為涵蓋各類犯罪事項統稱為「十大通緝要犯」，亦不再張貼在街頭巷尾。然而現今大眾媒體依舊會對背負槍擊案件並列榜其中的犯罪者，泛稱為十大槍擊要犯。

### 外省掛、本省掛
1945年二次大戰後，盟軍勝利，日本投降，國民政府接收臺灣，1949年國民黨在國共內戰戰敗後退守台灣，當時跟隨國民黨來到台灣的人民被稱為外省人（台灣早期稱「阿山仔」，意指唐山人），出生在台灣之外居住在台灣的人被稱「半山」（意指半個唐山人），而出生在台灣本地的人民則被稱為本省人（在地人），當時台灣稱為台灣省，因此才有這名稱出現。

#### 兩掛相爭
當時外省子弟多數居住在眷村裡，為了生存與利益，以及為對抗本地勢力的成員，這些外省子弟漸漸聯合眷村與其他外省子弟形成一個團體，來與本地勢力相互抗衡，而這些外省勢力的成員便被統稱為外省掛，相反的，本地勢力的成員則被稱為本省掛。傳統上，刑警稱呼外省掛為「幫派」，本省掛則是「角頭」。
當時外省掛成員，大多都是承襲古老幫會的制度，後來更學習本省掛角頭經營模式融合軍隊、引進警察的勢力，發展為具有組織架構的幫派，著名的如竹聯幫、四海幫、飛鷹幫，松聯幫、北聯幫，他們以利用媒體打開名度而聞名，很快的建立起強大的勢力。而本省掛成員多數都是角頭型團體，各據一方，如牛埔幫、七賢幫、芳明館、華山幫、大湖幫丶十三鐵衛幫，後來他們的勢力根深柢固，加上都被收歸管訓，成為全國串連的大幫派，如天道盟。雙方引發許多抗爭等社會事件，讓台灣的治安，因為此類抗爭事件所造成的刑事案件與人員死傷，蒙上一層陰影。

### 角頭（部落或宗親的聚合）
台灣的角頭，是對聚落的稱呼，最早先人由閩粵沿海冒險渡過黑水溝，從西部沿海發展港市開始，最先是由同宗親、同氏族或同鄉里的，聚居於某個村落或街市的一方，並藉由對宗教的信仰及活動方式，凝聚成一股地方勢力活躍於此地的「庄頭組織」；所以地方角頭都有主要的「角頭廟」（祭祀「境主神」的廟；如王爺公、大道公、仙公、祖師公、媽祖、三太子等）作為信仰及力量凝聚的中心：之後，又因分房、分宗，發展出分支旁系，除依舊供「主神」外，也奉地方神明或自家「守護神」；因此可藉由角頭廟宇的轄境、神明出巡遶境的路線及收取錢財的家戶來確立其範圍。
對「宗教組織」的角頭而言，陣頭成為其「宗教活動」形式的其中一種。台灣早期務農社會在農閒時，各聚落村民短暫組成各式陣頭團體，盛裝參與當地廟會的祭典及遶境的酬神儀式，是『表演』也具備『娛樂性』，在當時農業社會可算是少見的大型公眾活動；只是在歷經閩、客、原住民分類械鬥的文化衝擊以及異族長期統治的歷史因素，為了自身及村庄的安全，演變成為地方角頭藉由宗教名義，以家傳武術及軍事方式訓練出一群當地壯丁（含一些不事生產者、羅漢腳等），組成地方武力來捍衛家園的一種方式，而發展出常駐型的陣頭（多武陣頭，如宋江陣、官將等），成為帶有武裝力量的聚落宗教團體。後來地方角頭常會在廟會迎神賽事及巡境之時，以自家陣頭的各種表演來展現其地方武力及團結能力，有時也會在此刻藉機處理各庄頭長期間的矛盾與不滿，以各種藉口促成陣頭的流血衝突，因此後來的陣頭表演有了許多的禁忌。
近年來，還是有少部分角頭組織仍保留了「宗教活動性質並延續了地緣性及宗親關係」等特色，卻因有大部分衍生為專門從事非法活動的不良聚合團體打著宗教名義在背後為所欲為，不再單純只是聚落裡的宗教組織，「角頭」更在過度地引用下成了不良聚合的代名詞，與過去稱呼聚落宗教組織的實質關係已有所不同了。

### 縱貫線大哥、海線大哥
「縱貫線」原是交通部臺灣鐵路管理局對縱貫鐵路的稱呼，但在幫派分子的語境中，其意義尚包括有屏東線。因此，該名詞亦是用於對臺灣鐵路管理局的西部幹線的總稱。不過，亦有幫派成員稱「縱貫線」，其實是指臺灣的高速公路。「縱貫線大哥」，則是指若干自身勢力規模、範圍已大到超越角頭團體和大型幫派，或是影響力如同縱貫線般縱貫南北各大幫派的人。現代如「艋舺蚊哥」許海清、「土城戊己」何戊己、「台中憨面」李照雄、「台西清標」林清標、「北港黑松」蔡永常、「嘉義鴻彬」洪鴻彬、「東石水樹」林水樹、「南門庫洛」王振鏗、「鹽埕新高寅」陳瑞寅、「左營粗董」張春粗等人，皆曾經有此名號。
「海線大哥」則是近年出現的新名詞，指活躍於臺中、彰化、雲林，以及嘉義等臺灣西部之沿海鄉鎮的地方角頭。早年臺灣的沿海角頭因為其接近海洋的地緣關係，遂多依靠著走私槍械以維持收入，這亦造就其性格強悍和地方關係深厚的特徵。現代如「台中清池」張清池、「大甲冬瓜標」顏清標、「二林條哥」洪絲條、「台西清標」林清標、「北港黑松」蔡永常、「東石水樹仔」林水樹等人，也曾被稱作為「海線大哥」。

#### 「縱貫線大哥」的引申義
在稱呼上，臺灣的大眾媒體經常會誤用該名詞。其多認為只要是活動於縱貫線上的黑幫領袖，皆可被稱為「縱貫線大哥」。因此，導致現今在使用上已不注意被稱呼者之身分地位的高低和尊卑長幼的次序的情況發生。

#### 「縱貫線」的誤解
「縱貫線」一詞用在江湖及幫派份子之中，約莫始於1970至1980年代間。在往後的媒體書籍或報章雜誌，甚至情治單位的相關刊物上，多次將「縱貫線」一詞並列在各大幫派之中，因此縱貫線一直被誤解為是具有組織性的黑幫組織或團體，甚至有「縱貫線幫」此類「錯誤」的統稱出現。
依「廣義」解釋，縱貫線如上所述所指是原自臺灣鐵路西部幹線或臺灣高速公路，並在臺灣西部地區活動的角頭及黑幫份子的統稱，各地角頭或幫派勢力林立如同縱貫線般橫貫臺灣南北地區。依「狹義」所定義，縱貫線是指特定的黑幫勢力，或身份地位備受尊崇的黑幫人物，其勢力不侷限在自身地盤，並與各地黑幫有所交流往來，影響力如同縱貫線般縱貫南北地區。
因此，「縱貫線」一詞在臺灣黑幫社會之中從來都不是指同一個地區或同一個幫派，所以不應只是用以幫派、組織等簡易的說法來分類，該名詞有深遠的歷史含意在內。

## 參看
| - 幫派 - 秘密結社 - 黑社會 - 有組織犯罪 - 犯罪組織列表 - 華人黑社會 - 暴力團 - 極道 - 暴走族 | - 中華民國政府機關 - 內政部警政署 - 法務部調查局 - 法務部廉政署 | - 中華民國政府專案計畫 - 伏妖專案 - 除四害專案 - 捕鼠專案 - 雷霆專案 - 清從專案 - 一清專案 - 迅雷專案 - 治平專案 - 靖平專案 |

## 外部連結
- 組織犯罪防制條例（页面存档备份，存于）（繁體中文）
- 中華民國司法院法學資料檢索系統（页面存档备份，存于）（繁體中文）
- 中華民國內政部警政署刑事警察局反黑科 （页面存档备份，存于）